# بولبل
بولبل فیلمی در سبک درام فوق طبیعی است که به زبان هندی در سال ۲۰۲۰ به کارگردانی آنویتا دات به تهیه کنندگی آنوشکا شارما و کارنش شارما ساخته شده‌است. در این فیلم تریپتی دیمری، آویناش تیویاری، پائولی دام، راهول بس و پارامباتا چاتوپادیایی را بازی می‌کند. این فیلم داستان مردی را نشان می‌دهد که پس از سال‌ها به خانه بازمی‌گردد تا عروس فرزند برادرش را که اکنون در روستای اجدادی بزرگ شده‌است پیدا کند. بولبل در ۲۴ ژوئن ۲۰۲۰ در نتفلیکس منتشر شد.

## بازیگران
- تریپتی دیمری در نقش بولبل
- آویناش تیوری به عنوان ساتیا
- پائولی دام به عنوان بینودینی
- راهول بس نقش مهندرا / ایندانیل
- پارامبراتا چاترجی به عنوان دکتر سودیپ